# Strictispira solida
Strictispira solida är en snäckart som först beskrevs av C. B. Adams 1850.  Strictispira solida ingår i släktet Strictispira och familjen Strictispiridae. Inga underarter finns listade i Catalogue of Life.